# Perzeption
Perzeption (lateinisch perceptio von percipere „erfassen, ergreifen, wahrnehmen“, englisch perception) ist ein Begriff der Wahrnehmungspsychologie. Er bezeichnet
- einerseits die Gesamtheit der Vorgänge der Wahrnehmung,
- andererseits den Inhalt der Wahrnehmung selbst.

In der deutschen Fassung hat der Begriff »Perzeption« seinen Ursprung in der Philosophie nach G. W. Leibniz. Er bezeichnet dort in einem idealistischen Sinn 
- die Tätigkeit einer seelischen Letzteinheit bzw. einer Substanz, um sie von den Vorstellungen eines wahrnehmenden und denkenden Subjektes, von den bewussten Objekten der »Apperzeption«, abzugrenzen.

Diese Tätigkeit der Perzeption repräsentiert dort die ›Vielheit‹ der wahrgenommenen Welt ›in der Einheit‹ des einzelnen Subjektes. Innerhalb der Philosophie hat der Begriff vornehmlich diese Leibnizsche Konnotation beibehalten.

## Begriffsinhalt
Unter Perzeptionen werden primär unbewusste Prozesse individueller Informations- und Wahrnehmungsverarbeitung verstanden, die im Bewusstsein des Informationsempfängers Vorstellungsbilder (images) von wahrgenommenen Teilaspekten der Wirklichkeit entstehen lassen.
Der Prozess der Perzeption bewirkt, dass die von außen kommenden Informationen im Erkenntnissystem des Informationsempfängers unwillentlich in einer bestimmten Weise strukturiert und eingeordnet werden. Perzeptionen sind demnach selektiv-subjektive Bestandsaufnahmen der Umwelt. Sie sind relativ statisch.
Perzeption bezeichnet nicht nur das subjektive Ergebnis des Wahrnehmungsvorgangs (Perzept), sondern auch die diesem zugrundeliegenden neurophysiologischen Prozesse (Sinneswahrnehmungen).
Unter Perzeption (im oben genannten Sinne) dürfen auch nicht nur die Vorgänge des Auffassens, Erkennens und Beurteilens, also die gedankliche Verarbeitung des Wahrgenommenen, subsumiert werden, die heute – in strengerem Sinne – als Apperzeptionen oder gar Kognitionen bezeichnet würden. Eine willentliche Zuwendung der Aufmerksamkeit gehört ebenso dazu. Die Perzeption im weiteren Sinne umfasst dagegen auch unbewusste und emotionale Vorgänge des Empfindens.

## Begriffsgeschichte
Der Begriff wurde bereits in der Stoa zur Kennzeichnung einer klaren und unfehlbaren Wahrnehmung verwendet. In der Neuzeit wurde der Begriff ursprünglich durch René Descartes als perceptio ab imaginatione et a sensibus (Erfassen durch Vorstellung und Sinne) verwendet. Im englischen Empirismus und Sensualismus bedeutete er sinnliche Wahrnehmung. So beinhalten Perzeptionen bei John Locke keine „zusammengesetzten Ideen“. Bei George Berkeley findet sich die Formel esse est percipi (Sein ist wahrnehmen). 
In der Folge, als rationalistisches Gegenüber zum Lockeschen Verständnis von »perception«, stellte Gottfried Wilhelm Leibniz der Apperzeption - als dem klar und mit Bewusstsein Wahrgenommenen sowie als begriffliche Elemente des Denkens - die Perzeption als eine unbewusste Form der Teilhabe an Ideen gegenüber. »Die Perzeption ist das erste Vermögen der Seele, die mit unseren Ideen beschäftigt ist. [...] Das Denken (pensée) bedeutet oft die Beschäftigung des Geistes mit seinen eigenen Ideen, sobald er seine Sache mit einem gewissen Grade willentlicher Aufmerksamkeit behandelt und betrachtet. Bei dem, was man Perzeption nennt, ist der Geist normalerweise rein passiv, indem er nicht vermeiden kann, das wahrzunehmen (apperçevoir), was er aktuell wahrnimmt. [...] Ich würde zwischen Perzeption und bewusster Wahrnehmung (s'apperçevoir) unterscheiden.« Leibniz unterschied darüber hinaus noch kleine Perzeptionen, die unmerklich sind und unter der Bewusstseinsschwelle bleiben, in ihrer Gesamtheit betrachtet die unbewusste, individuelle Perspektive des Einzelnen ausmachen. Indem er Schlaf und Traum zum Thema machte, eröffnete Leibniz der Philosophie das Thema des Unbewussten.
Bei Immanuel Kant ist die perceptio eine Unterart der Vorstellungen (repraesentatio) und bezeichnet solche mit Bewusstsein. Im Rahmen der perceptio sind Vorstellungen, bei denen sich der subjektive Zustand verändert, Empfindungen (sensatio). Objektive Perzeptionen sind bei Kant Erkenntnisse (cognitio). Als Apperzeption bezeichnete er hingegen das Bewusstsein seiner selbst. 
Eine erneute Wende des Begriffsinhalts ergibt sich bei Johann Friedrich Herbart, bei dem die Perzeption die Aufnahme des sinnlich Wahrgenommenen (bei Kant: Anschauung = intuitio) bezeichnete, während er Apperzeption die Aneignung und Verarbeitung nannte. Wilhelm Wundt schließlich verwendet die Metapher des Sehens zur Beschreibung der Wahrnehmung und unterscheidet die Perzeption als das Eintreten einer Vorstellung in das Blickfeld des Bewusstseins, während die Apperzeption der Eintritt in den Blickpunkt der Aufmerksamkeit ist.
Im zwanzigsten Jahrhundert hat Alfred North Whitehead in Prozess und Realität eine zu Leibniz analoge Unterscheidung getroffen, indem er Wahrnehmungen im Modus „kausaler Wirksamkeit“ (causal efficacy) vage und unbestimmt nannte, wohingegen Wahrnehmungen im Modus „vermittelnder Unmittelbarkeit“ (presentational immediacy) klar und willentlich gesteuert erfolgen. Beide Formen der Wahrnehmung sind ein Teil des Erfassens (prehension) der Realität und erhalten ihre Bedeutung, indem sie unter Einschluss der subjektiven Vorgeprägtheit (subjective form) zu einer „symbolischen Referenz“ verbunden werden.